# Стивен Кинг
Стивен Едвин Кинг (енгл. Stephen Edwin King; Портланд, 21. септембар 1947) амерички је писац, сценариста, музичар, колумниста, глумац, филмски продуцент и редитељ. Његове књиге су до сада продате у преко 350 милиона примјерака, многе од којих су адаптиране у игране филмове, мини-серије, телевизијске серије и стрипове. Кинг је објавио 61 роман (укључујући седам под псеудонимом Ричард Бакман) и шест нефиктивних књига. Написао је око 200 кратких прича, од којих су многе објављене у колекцијама књига.
Кинг је освојио Награду Брема Стокера, Свјетску награду за фантастику и награду Британског друштва за фантастику. Национална фондација за књигу му је 2003. године додијелила Националну награду за књижевност. Такође је добио награде за свој допринос књижевности, на основу свог цјелокупног опуса, као што су Свјетска награда за фантастику за животно дјело (2004) и Награду велемајстора, коју додјељују Писци мистерије у Америци (2007). Кинг је 2015. године награђен Националном медаљом за умјетност, коју додјељује Национална задужбина за умјетност САД за свој допринос књижевности. Кинг се сматра „краљем хорора”.

## Младост
Стивен Кинг је рођен 21. септембра 1947. године у Портланду, у америчкој савезној држави Мејн. Његов отац, Доналд Едвин Кинг, био је поморски трговац. Доналд је рођен као Доналд Полок, али је касније користио презиме Кинг. Стивенова мајка била је Нели Рут (рођена Пилсбери). Његови родитељи су се вјенчали 23. јула 1939. године у Скарбору у Мејну. Живјели су са Доналдовом породицом у Чикагу, а затим су се преселили у Кротон на Хадсону у Њујорку. Породица Кинг вратила се у Мејн пред крај Другог свјетског рата, гдје су живјели у скромној кући у Скарбороу. Када је Стивен имао двије године, његов отац је напустио породицу. Стивенова мајка је сама одгојила Стивена и његовог старијег брата Дејвида, а повремено су имали велике финансијске проблеме. Они су се преселили из Скарбороа и зависили од рођака у Чикагу; Кротону-на-Хадсону; Вест Де Переу у Висконсину; Форт Вејну, Индијана; Молдену, Масачусетс; и Стратфорду, Конектикат. Када је Стивен имао једанаест година, његова породица се преселила у Дарам, гдје се његова мајка бринула о својим родитељима до њихове смрти. Затим се запослила као његоватељица у локалној институцији за ментално заостале особе. Кинг је васпитан као методиста, али је током средње школе изгубио вјеру у организовану религију. Иако више није религиозан, Кинг ипак вјерује у постојање Бога.
Као дијете, Кинг је присуствовао трагедији када је његовог пријатеља ударио и убио воз, иако се више не сјећа овог догађаја. Породица му је рекла да је, када је напустио кућу како би се играо са тим дјечаком, убрзо дошао назад без ријечи и у шоку. Тек касније је породица сазнала за дјечакову смрт. Неки критичари претпостављају да је овај догађај психолошки инспирисао Кинга за нека његова мрачнија дјела, али то Кинг не спомиње у свом мемоару О писању (2000).

### Изабрани романи
- 1974: Кери,  978-86-10-00658-2
- 1977: Исијавање,  978-86-10-00837-1
- 1981: Куџо,  978-86-10-02993-2
- 1982: Мрачна кула: Револвераш,  978-86-10-01801-1
- 1983: Гробље кућних љубимаца,  978-86-10-01198-2
- 1986: То,  978-86-10-00548-6
- 1987: Мизери,  978-86-10-01543-0
- 1996: Зелена миља,  978-86-10-02326-8
- 2009: Под куполом,  978-86-10-00716-9
- 2011: Далас '63,  978-86-10-00720-6
- 2014: Господин Мерцедес,  978-86-10-01273-6
- 2015: Ко нађе - његово,  978-86-10-01808-0
- 2016: Крај бдења,  978-86-10-02166-0
- 2019: Институт,  978-86-10-03120-1

### Аудио-књиге
- 2000: On Writing: A Memoir of the Craft, Simon & Schuster Audio,  978-0-7435-0665-6 (језик: енглески)
- 2004: Salem's Lot, Simon & Schuster Audio,  978-0-7435-3696-7 (језик: енглески)
- 2005 (Audible: 2000): Bag of Bones, Simon & Schuster Audio,  978-0743551755 (језик: енглески)
- 2016: Desperation,  Simon & Schuster Audio,  978-1508218661 (језик: енглески)
- 2018: Elevation, Simon & Schuster Audio,  978-1508260479 (језик: енглески)